# بازگشتگان
بازگشتگان (فرانسوی: Les Revenants‎) نام یک مجموعهٔ تلویزیونی درام فرانسوی به کارگردانی «فابریس گوبر» است که بر پایهٔ یک فیلم سینمایی قدیمی‌تر به همین نام ساخته و در سال ۲۰۱۲ میلادی پخش شد. فصل دوم سریال در ۲۸ سپتامبر ۲۰۱۵ در فرانسه و در ۱۶ اکتبر ۲۰۱۵ در بریتانیا و در ۳۱ اکتبر ۲۰۱۵ در آمریکا منتشر شد.
فصل اول سریال برندهٔ جایزهٔ «امی بین‌المللی» در شاخهٔ «بهترین سریال درام» شد.

## خلاصه داستان
در یک شهر کوچک کوهستانی در فرانسه، افراد مرده‌ای که سال‌ها قبل، بر اثر سوانح مختلف کشته شده بودند، زنده شده و به شهر بازمی‌گردند. این مردگان، که کاملاً عادی و طبیعی به نظر می‌رسند، در تلاش هستند تا به زندگی قبلی خود برگردند، اما برای خانواده آنان که سال‌هاست آن‌ها را از دست داده‌اند، این ماجرا بسیار غیرعادی و پُرتنش است. در همین اثنا، اتفاقات عجیب دیگری شروع به رخ دادن می‌کنند که هیچ توضیحی برای آن‌ها وجود ندارد: برق شهر به‌طور گاه‌به‌گاه به‌کلی قطع می‌شود، آب سد شروع به پایین رفتن می‌کند، حیوانات می‌میرند و بدن افراد زنده و مرده دچار زخم‌ها و علائم عجیبی می‌شود...